# Río Iro
El Iro es un río de la provincia de Cádiz. Se origina a partir del encuentro entre el Arroyo de La Cueva y el Arroyo Salado procedente de Medina Sidonia; siendo este último el que mayor caudal aporta. Se dirige hacia Chiclana de la Frontera en dirección oeste, atraviesa la ciudad y penetra en una zona de marismas-salinas y desemboca en el Caño de Sancti Petri. Su principal afluente por la margen derecha es el célebre Guadaljinton.

## Características
Posee una escasa pendiente, ya que salva una altura inferior a los 30 m en un recorrido de más de 15 km. Es de carácter salino y se desarrolla casi íntegramente en una vega de origen coluvial.
Su caudal es muy variable.

## Denominación
Su nombre parece ser que deriva del de Liro o Tiro, debido a que la ciudad por la que discurre en su mayor parte, fue fundada por fenicios tirios. Existen los restos de un importante asentamiento fenicio en lo que actualmente se denomina "Cerro del Castillo", situado en un cortado al borde del río, dentro de la localidad.

## Desbordamiento
En 1965 tuvo un importante desbordamiento en Chiclana